# 高级部队领袖 (冲锋队)
高级部队领袖（Haupttruppführer）是一个纳粹党頭銜，存在于1930-1945年间。主要使用该职衔的是冲锋队，但党卫队在成立之初也曾短暂使用过该职衔。高级部队领袖职衔大致等同于軍士長军衔。1934年，党卫队废除高级部队领袖頭衔。